# 테레사의 연인
테레사의 연인은 1991년 공개된 대한민국의 영화이다.

## 배역
- 황신혜
- 이영하
- 김혜옥
- 천영덕
- 유영희